# Prednimustine
La prednimustine est un médicament utilisé en chimiothérapie dans le traitement des leucémies et des lymphomes,,. C'est un ester formé à partir de la prednisolone et du chlorambucil,,.